# Епархия Кочина
Епархия Кочина (лат. Dioecesis Coccinensis) — епархия Римско-Католической церкви c центром в городе Коччи, Индия. Епархия Кочина входит в митрополию Вераполи. Кафедральным собором епархии Кочина является церковь Святого Креста.

## История
4 февраля 1558 года Римский папа Павел IV выпустил буллу Pro excellenti praeeminentia, которой учредил епархию Кочина, выделив её из епархии Гоа (сегодня – Архиепархия Гоа и Дамана). 
13 декабря 1572 года Римский папа Григорий XIII издал буллу Pastoralis officii cura, которой дал право епископам Кочина наследовать кафедру архиепархии Гоа. 
В 1599, 1606 и 3 декабря 1659 года епархия Кочина передала часть своей территории для возведения новой архиепархии Ангамали (упразднённая архиепархия Кранганора), новой миссии Sui iuris Мадуры (сегодня – Епархия Тируччираппалли) и нового апостольскому викариату Малабара (сегодня – Архиепархия Вераполи). 
В 1663 году Голландия захватила Кочин и католические миссионеры подверглись гонениям.  Были разрушены иезуитский колледж, францисканский монастырь. Собор Святого Креста был отдан в пользование протестантам, а монастырь францисканцев использовался как рынок. 
3 декабря 1834 года епархия Кочина передала часть своей территории для возведения новой епархии Цейлона (сегодня – Архиепархия Коломбо). 
24 апреля 1838 года Римский папа Григорий XVI, чтобы ограничить влияние Португалии на деятельность Католической церкви в Кочине, издал бреве Multa praeclare, которым упразднил епархию Кочина и передал её территорию апостольскому викариату Вераполи. 
1 сентября 1886 года епархию Кочина была восстановлена буллой Humanae salutis Римского папы Льва XIII.
19 июня 1952 года епархия Кочина передала часть своей территории для возведения новой епархии Аллеппи. 

## Ординарии епархии
- епископ Хорхе Темудо (4.02.1558 — 13.01.1567) — назначен архиепископом Гоа;
- епископ Генрик де Тавора-и-Брито (13.01.1567 — 29.01.1577) — назначен архиепископом Гоа;
- епископ Иптеус де Медина (29.01.1577 — 19.02.1588) — назначен архиепископом Гоа;
- епископ Андрес де Санта-Мария (1588—1615);
- епископ Себастьян де Сан-Педро (1615—1625) — назначен архиепископом Гоа;
- епископ Луис де Брито де Менезес (27.05.1627 — 29.07.1629);
- епископ Мигел да Круш Рангаль (1631 — 14.09.1646);
- епископ Жуан Коэлью (18.10.1650 — ?);
- епископ Фернадо де Инкарнасан де Менезеш (? — 1657);
- епископ Франциско Баррето (? — 26.10.1663);
- епископ Фабиу душ Рейш Фернандеш (1672 — 16.-5.1672) — назначен епископом Сантьягу-ди-Кабо-Верде;
- епископ Педру да Сильва (1687 — 15.03.1691);
- епископ Педру Пачеку (4.01.1694 — 1713);
- епископ Франциску Пелру душ Мартиреш (? — 1715);
- епископ Франциску де Васконселлуш (1721 — 30.03.1743);
- епископ Клементе Жозе Коласу Лейтан (8.03.1745 — 31.01.1776);
- епископ Мануэль да Санта-Каталина Суареш (20.07.1778 — 18.07.1783) — назначен архиепископом Гоа;
- епископ Жозе де Соледад Маркеш да Сильва (18.07.1783 — 1818);
- епископ Томас Мануэл де Норонья-и-Бриту (17.12.1819 — 23.06.1828) — назначен епископом Олинды;
  - Sede vacante (1828—1838);
  - Sede soppressa (1838—1886);
- епископ Жоао Гомеш Феррейра (1887 — 4.05.1897);
- епископ Матеуш де Оливейра Шавьер (11.10.1897 — 20.02.1909) — назначен архиепископом Гоа;
- епископ Жозе Бенту Мартинш Рибейру (28.02.1909 — 1931);
- епископ Абилиу Аугушту Ваш даш Невеш (4.12.1933 — 8.12.1938) — назначен епископом Браганса-Миранды;
- епископ Жозе Виейра Альвернаш (13.08.1941 — 23.12.1950);
- епископ Александр Едезат (19.06.1952 — 29.08.1975);
- епископ Иосиф Куреетхара (29.08.1975 — 6.01.1999);
- епископ Иоанн Тхаттумкал (10.05.2000 — 8.05.2009);
- епископ Иосиф Карийил (8.05.2009 — по настоящее время).

## Источник
- Annuario Pontificio, Libreria Editrice Vaticana, Città del Vaticano, 2003, ISBN 88-209-7422-3
- Булла Humanae salutis  (итал.)